# 13002 Vickihorner
13002 Vickihorner è un asteroide della fascia principale. Scoperto nel 1982, presenta un'orbita caratterizzata da un semiasse maggiore pari a 2,398438 UA e da un'eccentricità di 0,085616, inclinata di 5,021646° rispetto all'eclittica. Ha un diametro di 3,13844 ore.